# Passaport francès
El passaport francès és un document d'identitat expedit als nacionals francesos que els permet de viatjar a l'estranger. Des del 2009, el passaport és biomètric.

## Visats
El març del 2019, els francesos tenien accés sense visat o amb visat a l'arribada a 187 estats i territoris, cosa que situa el passaport francès a la tercera posició, juntament amb el danès, el finlandès, l'italià i el suec. A més, els titulars poden viure i treballar en qualsevol estat de la Unió Europea, on tenen llibertat de circulació.

França
Espai Schengen (no cal cap document)
No cal visa
Visat pel camí
Electrònica Visat
Visat pel camí & Electrònica Visat
Visa atorgada abans de la llegada requerida